# Banatski Karlovac
Banatski Karlovac (v srbské cyrilici Банатски Карловац, maďarsky Nagykárolyfalva) је obec ve východní části srbské Vojvodiny. Administrativně spadá pod opštinu Alibunar, Jihobanátský okruh. I když je součástí opštiny Alibunar a je dle počtu obyvatel větší, než samotné její sídlo, není jejím centrem. V roce 2011 měl 5082 obyvatel.
Město se rozkládá v rovinaté panonské nížině v regionu Banátu (východně od řeky Tisy, na hlavním dopravním tahu spojujícím města Pančevo a Vršac.
Obcí prochází hlavní silniční tah i železniční trať železniční trať z Bělehradu do Vršacu, v Banátském Karlovaci má svojí zastávku.
Banatski Karlovac byl založen roku 1802 v rámci kolonizace Dolních Uher. Usídleno zde bylo německé obyvatelstvo, které zde žilo až do konce druhé světové války. Po jeho vyhnání sem byli dosídleni Srbové z území dnešní Bosny a Hercegoviny.